# Hail the Apocalypse
 (juin 2015).
Si vous disposez d'ouvrages ou d'articles de référence ou si vous connaissez des sites web de qualité traitant du thème abordé ici, merci de compléter l'article en donnant les références utiles à sa vérifiabilité et en les liant à la section « Notes et références ».
Albums de Avatar
Black Waltz
(2012) Feathers & Flesh
(2016)
Hail the Apocalypse est le 5e album studio du groupe de death metal mélodique Avatar. Il est sorti le 13 mai 2014.
La pochette de l'album représente le chanteur à la barre d'un navire pendant une tempête. On peut apercevoir sur le fond de la pochette des tentacules énormes rappelant les mythiques créatures de H.P. Lovecraft.
La piste 10, Something in the Way, est une reprise de Nirvana, issue de leur album Nevermind, sorti en 1991.

## Liste des titres
| 1.    | Hail the Apocalypse                                   | 4:13 |
| 2.    | What I Don't Know                                     | 4:53 |
| 3.    | Death of Sound                                        | 4:21 |
| 4.    | Vultures Fly                                          | 4:38 |
| 5.    | Bloody Angel                                          | 6:04 |
| 6.    | Murderer                                              | 5:03 |
| 7.    | Tsar Bomba                                            | 3:33 |
| 8.    | Puppet Show                                           | 4:23 |
| 9.    | Get In Line                                           | 3:13 |
| 10.   | Something in the Way (Reprise de Nirvana)             | 4:27 |
| 11.   | Tower                                                 | 6:04 |
| 12.   | Use And Abuse (Titre bonus - featuring DJ Starscream) | 3:26 |
| 54:18 |                                                       |      |